# Sky & Telescope
Sky & Telescope ist die größte Zeitschrift der USA für Amateurastronomen.
Die Monatsschrift bringt unter anderem:
- Fachartikel über Astronomie und Raumfahrt
- astronomische Kurznachrichten und Buchbesprechungen
- Tabellen und Karten von aktuellen astronomischen Erscheinungen
- Neuigkeiten der amerikanischen Astrovereine
- Tests von astronomischen Instrumenten und Astronomieprogrammen
- Teleskop-Selbstbau (Amateur Telescope Making)
- Astrofotografie.

Die Artikel sind für den fachkundigen Leser geschrieben und stammen oft aus der Feder von Berufsastronomen. Die meisten Illustrationen sind farbig, und bei Himmelsaufnahmen wird darauf geachtet, neben solchen von großen Sternwarten auch Fotos von Amateuren zu bringen.
Die Zeitschrift entstand 1941 aus der Vereinigung der Magazine The Sky und The Telescope. Herausgeber ist Sky Publishing, eine Abteilung der New Track Media, LLC. Der Asteroid des äußeren Hauptgürtels (3243) Skytel ist nach der Zeitschrift benannt.